# Wintersleep
Wintersleep es un grupo musical canadiense de rock alternativo y indie rock, formado en 2001 en Halifax, Canadá. 
El grupo está compuesto por Paul Murphy (vocales y guitarra), Mike Bigelow (bajo y teclados), Loel Campbell (batería y guitarra), Tim D'eon (guitarra) y Jon Samuel (teclados).

## Historia
Wintersleep se formó en 2001, conformada por Paul Murphy (vocales y guitarra), Mike Bigelow (bajo y teclados), Loel Campbell (batería y guitarra), Tim D'eon (guitarra) y Jon Samuel (teclados) y lanzó dos álbumes con el sello discográfico Dependence Records, una colectividad de artistas y sellos que se inició en Yarmouth, Nueva Escocia en 1994. El grupo lanzó con el sello los discos Wintersleep y Untitled, en 2003 y 2005, respectivamente.
En 2006, Wintersleep firmó con el sello discográfico Labwork Music, un sello propiedad de Sonic Unyon y EMI Music Canadá, y relanzaron sus dos primeros álbumes de estudio para los mercados de Estados Unidos y Canadá. Las reediciones incluyen bonus tracks y videos que no aparecen en los álbumes originales, y su álbum debut fue remezclado y remasterizado por Laurence Currie para su relanzamiento.

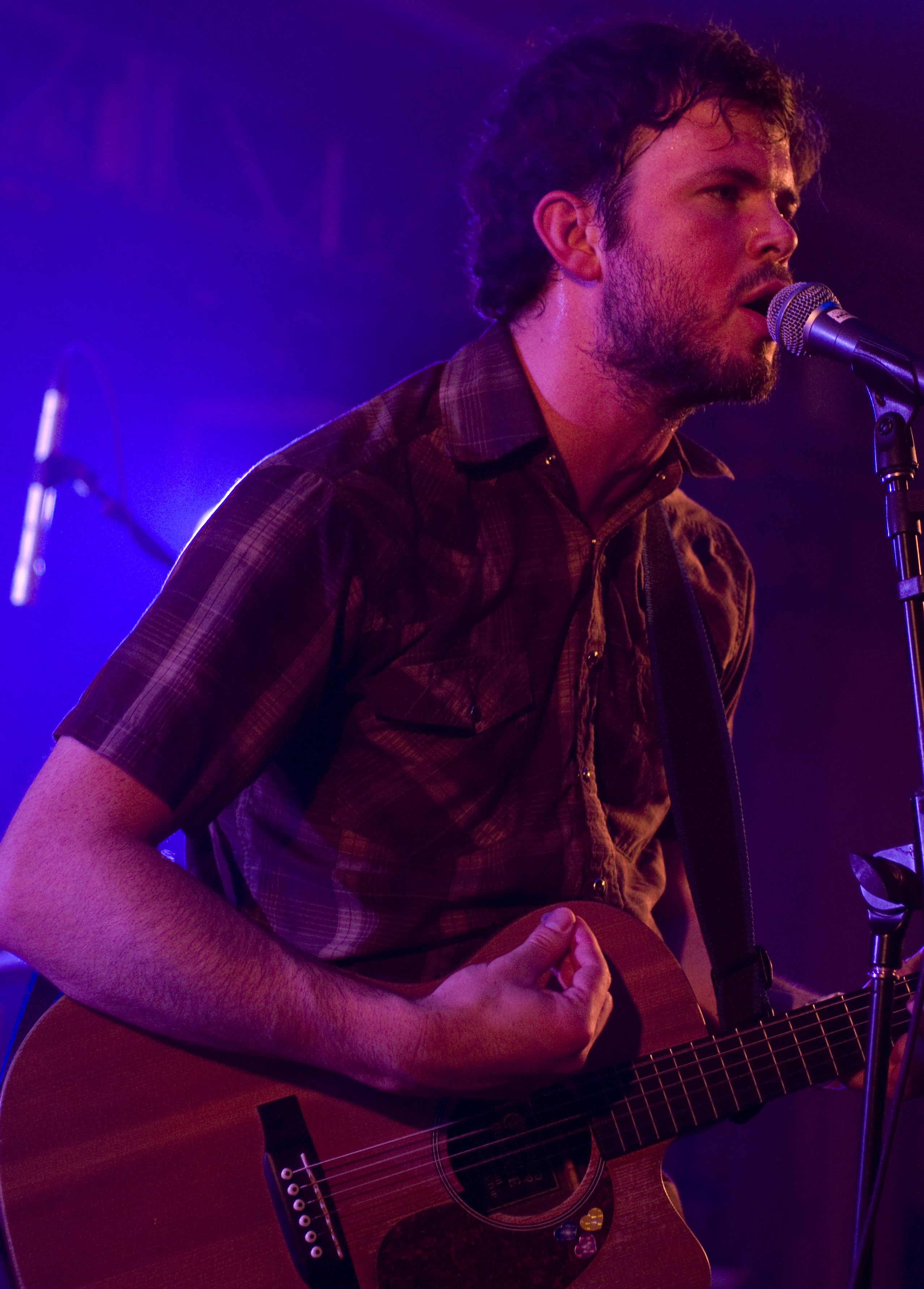
Paul Murphy, cantante de Wintersleep

El 2 de octubre de 2007, Wintersleep lanzó su tercer álbum de larga duración, titulado Welcome to the Night Sky, el cual ganó en el año 2008 un premio en los Juno Awards, como Grupo Revelación del Año. Una edición limitada de Welcome to the Night Sky en formato disco de vinilo fue lanzada en 2008 por el sello discográfico Hand Drawn Dracula. 
Los miembros de la banda con frecuencia colaboran fuera de Wintersleep, como Murphy y D'eon, los cuales tocaron juntos en la banda Kary, ahora en receso indefinido. El baterista Campbell también ha tocado junto a Kary, y es miembro de otros proyectos musicales, incluyendo Contrived, Holy Fuck, Hayden, Chikita Violenta, Land of Talk, Holy Shroud, y The Remains of Brian Borcherdt. Bigelow toca el bajo en el grupo Contrived con Campbell, y también en las bandas Holy Fuck y The Holy Shroud. D'eon tocó la guitarra en Contrived antes de que Samuel se uniera al grupo, apareciendo en el primer álbum de estudio, Pursuit of Plots, y en el segundo álbum, Dead Air Verbatim, y Samuel fue miembro de la banda de Halifax, Slight Return. 
Wintersleep fue seleccionado en 2009 como uno de los grupos de apertura de Paul McCartney para su concierto en Halifax, el 11 de julio de 2009.

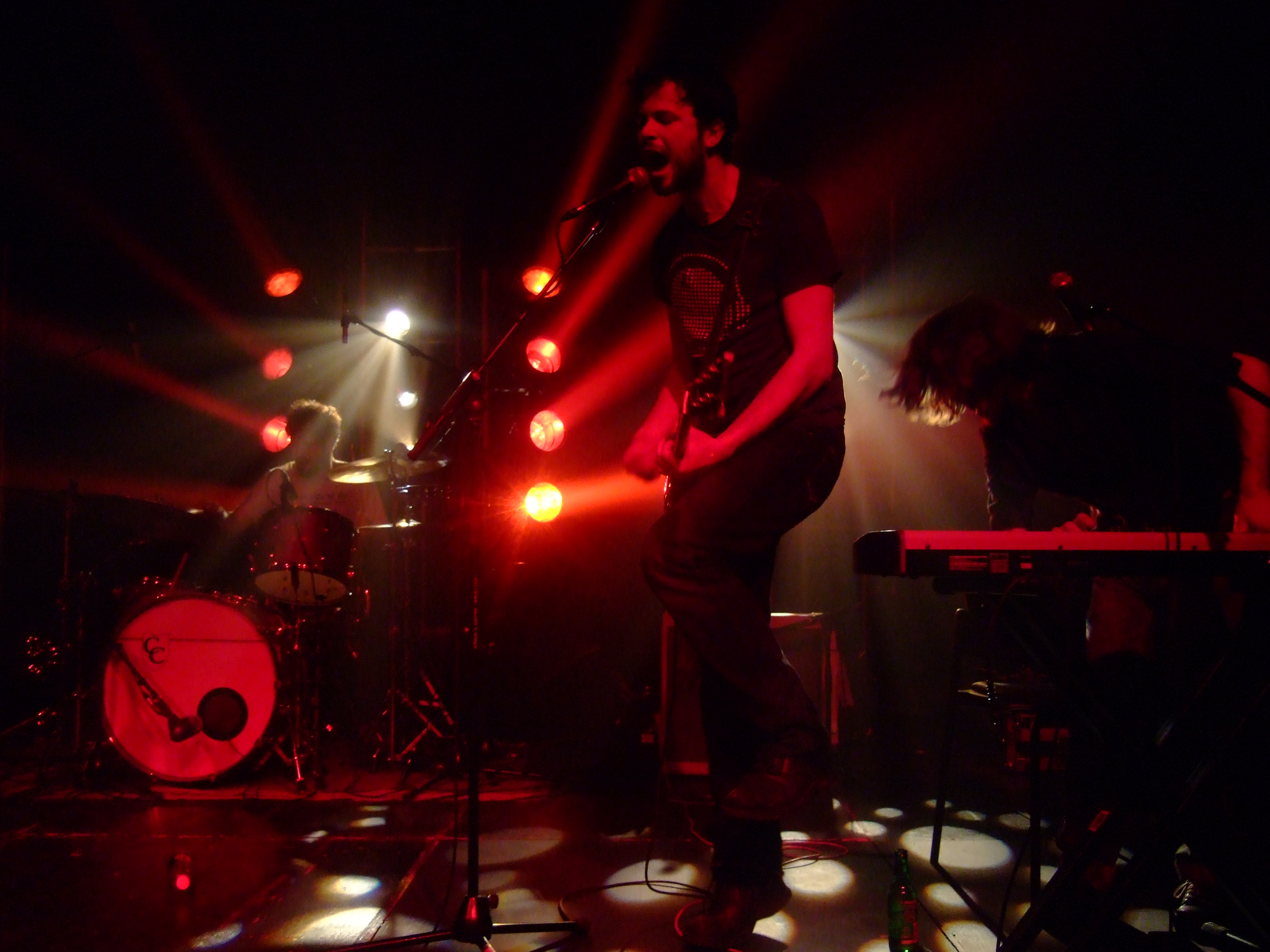
Wintersleep en vivo en Canadá

Wintersleep comenzó a trabajar en su cuarto álbum de estudio, titulado New Inheritors., en septiembre de 2009. El álbum fue lanzado el 17 de mayo en Europa y 18 de mayo en América del Norte. La mayor parte del álbum fue escrito mientras estaban de gira promocionando el álbum Welcome to the Night Sky, debido al escaso tiempo por lo extensa de la gira.
Wintersleep realizó una interpretación en vivo de la canción "Weighty Ghost" en el late show de David Letterman el 14 de enero de 2011. La canción también apareció en la serie de televisión Being Human el 17 de enero de 2011. En 2010, "Weighty Ghost" se incluyó en The Top 100 Canadian Singles por Bob Mersereau.

## Álbumes de estudio
| Año  | Álbum                                                                 |      |                                                                  |  |
| ---- | --------------------------------------------------------------------- | ---- | ---------------------------------------------------------------- |  |
| Año  | Álbum                                                                 | 2003 | Wintersleep - Lanzamiento: 2003 - Sello: Dependent Music Records |  |
| 2005 | Untitled - Lanzamiento: 2005 - Sello: Dependent Music Records         |      |                                                                  |  |
| 2007 | Welcome to the Night Sky - Lanzamiento: 2007 - Sello: Labwork Records |      |                                                                  |  |
| 2010 | New Inheritors - Lanzamiento: 2010 - Sello: The Tom Kotter Company    |      |                                                                  |  |
| 2012 | Hello Hum - Lanzamiento: 2012 - Sello: Tarbox Studios                 |      |                                                                  |  |

### Singles
| Año  | Canción         | Posición en las listas | Álbum                    |
| Año  | Canción         | CAN                    | Álbum                    |
| ---- | --------------- | ---------------------- | ------------------------ |
| 2007 | "Weighty Ghost" | 54                     | Welcome to the Night Sky |
| 2010 | "Trace Decay"   |                        | New Inheritors           |

### Videoclips
| Año  | Video            | Diretor(es)                  |
| ---- | ---------------- | ---------------------------- |
| 2003 | "Caliber"        | Brian Borcherdt              |
| 2004 | "Sore"           | Sean Wainstein               |
| 2005 | "Danse Macabre"  | Sean Wainstein               |
| 2006 | "Jaws of Life"   | Sean Wainstein y James Mejía |
| 2006 | "Fog"            | Mirco Chin                   |
| 2006 | "Lipstick"       | 4030 Crew                    |
| 2006 | "Faithful Guide" | Sean Wainstein               |
| 2006 | "Insomnia"       | Jesse Luke                   |
| 2007 | "Weighty Ghost"  | Sean Wainstein               |
| 2008 | "Oblivion"       | Darren Pasemko               |
| 2010 | "Black Camera"   |                              |
| 2010 | "Trace Decay"    |                              |
| 2010 | "Preservation"   | Sean Wainstein               |
| 2011 | "New Inheritors" | Think Tank Creative          |

## Miembros
- Loel Campbell – batería, guitarra (2001–presente)
- Mike Bigelow – teclados (2005–2006), bajo (2007–abril de 2011)
- Paul Murphy – guitarra, vocales (2001–presente)
- Tim D'Eon – guitarra, teclados (2001–presente)
- Jon Samuel – teclados, guitarra (2006–presente)

Antiguos miembros
- Jud Haynes – bajo (2001–2007)

## Premios

### Juno Awards
| Año  | Trabajo nominado | Nominación    | Resultado |
| ---- | ---------------- | ------------- | --------- |
| 2008 | Wintersleep      | Grupo del Año | Ganador   |
| 2008 | Weighty Ghost    | Video del Año | Ganador   |